# Kazimierz Badowski
 (février 2009).
Si vous disposez d'ouvrages ou d'articles de référence ou si vous connaissez des sites web de qualité traitant du thème abordé ici, merci de compléter l'article en donnant les références utiles à sa vérifiabilité et en les liant à la section « Notes et références ».
Kazimierz Badowski (15 août 1907-7 juillet 1990) est un militant communiste trotskiste polonais. 

## Biographie
Il adhère au Parti communiste de Pologne, puis très activiste à partir de 1925 il fonda l'Opposition de gauche trotskiste en Pologne et anima le courant internationaliste révolutionnaire au sein de ce mouvement. 
Survivant des camps nazis, prisonnier des staliniens dans les années 1950, puis du régime de Władysław Gomulka de 1962 à 1964 en lien avec le procès de Jacek Kuroń et Karol Modzelewski, il expliqua lors de son procès de 1964 comment les staliniens ont détruit en Pologne les mouvements trotskistes.